# Conflito Irã-Israel em 2024
Em 2024, o conflito por procuração entre Irã e Israel se transformou em uma série de confrontos diretos entre os dois países. Em 1 de abril, Israel bombardeou um complexo consular iraniano em Damasco, na Síria, matando vários altos funcionários iranianos. Em resposta, o Irã e os seus aliados do Eixo da Resistência apreenderam o navio MSC Aries, ligado a Israel, e lançaram ataques dentro de Israel a 13 de abril. Israel realizou então ataques retaliatórios no Irão e na Síria em 19 de abril.
Os ataques israelenses foram limitados e analistas dizem que eles sinalizaram um desejo de redução da tensão. O Irã não respondeu ao ataque e as tensões diminuíram. Outros atores também participaram do conflito. Os Estados Unidos, o Reino Unido, a França e a Jordânia interceptaram drones iranianos para defender Israel. A Síria abateu alguns interceptores israelenses e os representantes iranianos na região também atacaram Israel.
As tensões aumentaram após o assassinato de Ismail Haniyeh, o líder político do Hamas, em Teerã, em 31 de julho, algumas horas após o ataque aéreo de Haret Hreik em 2024, no Líbano, que assassinou o comandante do Hezbollah, Fuad Shukr. O Irã e o Hezbollah prometeram retaliação. Em 1 de outubro de 2024, o Irã lançou uma série de mísseis contra Israel. Israel então realizou mais ataques retaliatórios contra o Irã em 26 de outubro.

## Antecedentes

### Ataque contra embaixada iraniana em Damasco
Em 1º de abril de 2024, um ataque aéreo de Israel destruiu o prédio anexo do consulado iraniano adjacente à embaixada iraniana em Damasco, na Síria, matando 16 pessoas, incluindo um comandante sênior da Força Quds do Exército dos Guardiães da Revolução Islâmica (popularmente chamado de Guarda Revolucionária Iraniana), o brigadeiro-general Mohammad Reza Zahedi e sete outros oficiais. Dois civis foram mortos no ataque.
O ataque aéreo ocorreu durante um período de elevada tensão entre Israel e o Irã, e em meio à guerra Israel-Hamas e ao conflito Israel-Hezbollah.

## Abril

### Ataque iraniano contra Israel (13 de abril)
O Irã lançou um ataque com drones e mísseis contra Israel na noite de 13 de abril de 2024. Segundo um relatório inicial, a primeira onda consistiu de dezenas de drones de acordo com autoridades israelenses e americanas e vários mísseis balísticos de acordo com a agência de notícias iraniana IRNA. Autoridades israelenses estimaram que o Irã lançou cerca de 170 drones, 30 mísseis de cruzeiro e 120 mísseis balísticos contra o país. enquanto um funcionário dos Estados Unidos previu que 400 a 500 drones e mísseis seriam lançados do Iraque, Síria, Líbano e Iêmen, embora a maioria fosse do Irã. Enquanto o ataque estava em andamento, a ABC News informou que Israel disse que apenas locais militares haviam sido alvos.
De acordo com a Agência de Notícias Tasnim do Exército dos Guardiães da Revolução, a tática utilizada consistia em saturar os sistemas de defesa antiaérea israelenses, como o Domo de Ferro e o Funda de Davi, com uma primeira onda de centenas de drones kamikaze HESA Shahed 136 para abrir caminho para dezenas de mísseis balísticos na segunda onda. Aviões de guerra americanos e britânicos derrubaram um número não especificado de drones iranianos, de acordo com autoridades americanas e o Canal 12 israelense. França e Jordânia também abateram mísseis iranianos que sobrevoavam a região.
Israel usou sistemas de defesa aérea Arrow 3 e Funda de Davi para abater as ameaças aéreas iranianas, além de sistemas de bloqueio de orientação eletrônica para interromper a navegação de mísseis. Muitos drones iranianos foram abatidos enquanto sobrevoavam a Síria. Israel disse que 99% dos mísseis e drones iranianos foram interceptadas com sucesso e que a sua força aérea interceptou 25 mísseis de cruzeiro fora do país, provavelmente sobre a Jordânia.
O Irã alegou que a tática de saturação com drones conseguiu derrotar as defesas aéreas israelenses e danificar as bases utilizadas no ataque ao consulado iraniano. O governo iraniano afirmou ainda que danos significativos foram infligidos tanto às bases aéreas como a uma base de inteligência nas Colinas de Golã.
Um alto funcionário dos Estados Unidos afirmou que cinco mísseis balísticos iranianos atingiram a base aérea de Nevatim, causando danos a um cargueiro C-130, uma pista não utilizada e instalações de armazenamento vazias. Além disso, quatro outros mísseis balísticos impactaram a Base Aérea Ramon.
O ministro iraniano das Relações Exteriores, Hossein Amir-Abdollahian, declarou que o Irã não vê com bons olhos a escalada, e o objetivo da operação iraniana era o exercício do direito legítimo do Irã de autodefesa.
O ministro da Defesa israelense, Yoav Gallant, disse que as IDF interromperam o ataque de forma impressionante. Galant afirmou que o ataque foi repelido com sucesso com a ajuda dos Estados Unidos e de outros países. Ele enfatizou a oportunidade de formar uma aliança estratégica para combater o que ele diz ser uma grave ameaça e possivelmente nuclear representada pelo Irã.
Israel prometeu "uma resposta significativa" à retaliação do Irã. De fato, cinco dias depois, em 19 de abril, Israel lançou um ataque retaliatório limitado contra o Irã, causando poucos danos.
O The Economist escreveu que "o ataque foi militarmente um fracasso", acrescentando que o Irã "pode ter calculado mal". O The Intercept reportou que, segundo fontes militares americanas, metade dos projéteis iranianos falhou no lançamento ou durante o voo. Já o The Guardian afirmou que alguns analistas acreditavam que o ataque do Irã havia despedaçado a política de dissuasão de Israel. De acordo com a CNN, o ataque do Irã foi "planejado para minimizar as baixas enquanto maximizava o espetáculo", e observou que drones e mísseis iranianos ultrapassaram a Jordânia e o Iraque, ambos com bases militares dos Estados Unidos e todas as defesas aéreas antes de penetrar no espaço aéreo de Israel.
A Al Jazeera opinou que o Irã, ao não depender mais exclusivamente de seus grupos aliados, lançando seu primeiro ataque a Israel a partir de seu próprio território, seu maior ataque de mísseis de todos os tempos e o maior ataque de drones da história militar, aumentou tanto sua capacidade de dissuasão quanto seu poder brando no mundo muçulmano mais amplo.

### Ataque israelense ao Irã (19 de abril)
No dia 19 de abril de 2024, às 5h24, am a Força Aérea Israelense lançou um ataque aéreo contra uma instalação de defesa aérea no Irã. Os ataques aéreos ilimitados tiveram como alvo um radar de defesa aérea numa base aérea perto de Isfahan, no centro do Irã. Os mísseis israelitas parecem ter atingido directamente o seu alvo. Imagens de satélite sugerem que uma bateria de mísseis terra-ar foi danificada ou destruída. Não houve grandes danos à própria base. O ataque foi lançado em resposta aos ataques iranianos de drones e mísseis em Israel, que por sua vez foram uma retaliação iraniana ao bombardeamento israelita da embaixada iraniana em Damasco.
A mídia iraniana e as redes sociais relataram pequenas explosões perto de Isfahan, onde o Irã tem instalações nucleares, uma instalação de fabricação de drones e uma importante base aérea. A mídia estatal iraniana disse que drones israelenses que sobrevoavam a região foram abatidos pela Força de Defesa Aérea Iraniana. Três autoridades iranianas confirmaram ao The New York Times que Israel estava envolvido. Autoridades dos EUA confirmaram que pelo menos dois mísseis de aeronaves israelenses atingiram o Irã. Nenhum ataque foi relatado nas instalações nucleares do Irão.
De acordo com um alto funcionário dos EUA falando à ABC News, aeronaves israelenses, operando além das fronteiras do Irã, lançaram dois mísseis visando um radar de defesa aérea que guardava a instalação nuclear de Natanz. O responsável afirmou ainda que a avaliação indicou a destruição bem sucedida do local visado. Ele também disse que o objetivo do ataque era comunicar ao Irã as capacidades de Israel sem aumentar ainda mais as tensões. Uma autoridade iraniana disse à Reuters que as explosões foram causadas por drones israelenses abatidos e afirmou que não houve nenhum ataque com mísseis ao Irão.

## Julho
Em 31 de julho de 2024, Ismail Haniya, o líder político do Hamas, foi assassinado após participar da cerimônia de posse do presidente iraniano Masoud Pezeshkian em Teerã, Irã, segundo autoridades iranianas e do Hamas. Seu guarda-costas palestino também foi morto. A causa da morte de Haniya está sendo investigada pelo Corpo da Guarda Revolucionária Islâmica.

## Outubro

### Ataque iraniano contra Israel (1 de outubro)
Os ataques iranianos contra Israel ocorreram em 1 de outubro de 2024, quando o Irã lançou 181 mísseis contra Israel em pelo menos duas ondas, fazendo com que sirenes soassem em todo o país e explosões fossem relatadas em várias áreas do país, incluindo Jerusalém e Tel Aviv. O ataque com mísseis, codinome Operação Promessa Verdadeira 2 (em persa: عملیات وعده صادق ۲), danificou uma escola em Gedera e um restaurante em Tel Aviv. Dois israelenses ficaram levemente feridos, enquanto um homem palestino foi morto na Cisjordânia.
O Irã disse que o ataque foi em "legítima defesa", e citou o assassinato de Ismail Haniyeh em Teerã, e os assassinatos de Hassan Nasrallah e do general iraniano Abbas Nilforoushan. No início do ano, em Abril, Israel atacou o consulado do Irã em Damasco, seguido pelo Irã atacando Israel, seguido por Israel atacando o Irã.
As Forças de Defesa de Israel (FDI) relataram a interceptação de um "grande número" de mísseis e estabeleceram censura sobre os danos sofridos, enquanto o Pentágono dos Estados Unidos confirmou que a Marinha dos Estados Unidos disparou cerca de uma dúzia de interceptadores, auxiliados por parceiros não especificados. A Jordânia também afirmou que as suas defesas aéreas interceptaram mísseis e drones no seu espaço aéreo. O primeiro-ministro israelense, Benjamin Netanyahu, afirmou que o Irã cometeu um "grande erro" e prometeu que "pagará" por isso. Os Estados Unidos prometeram “consequências graves” e comprometeram-se a colaborar com Jerusalém para garantir que o Irã pague um preço pelas suas ações. O Irã ameaçou realizar "ataques esmagadores" se Israel revidar.

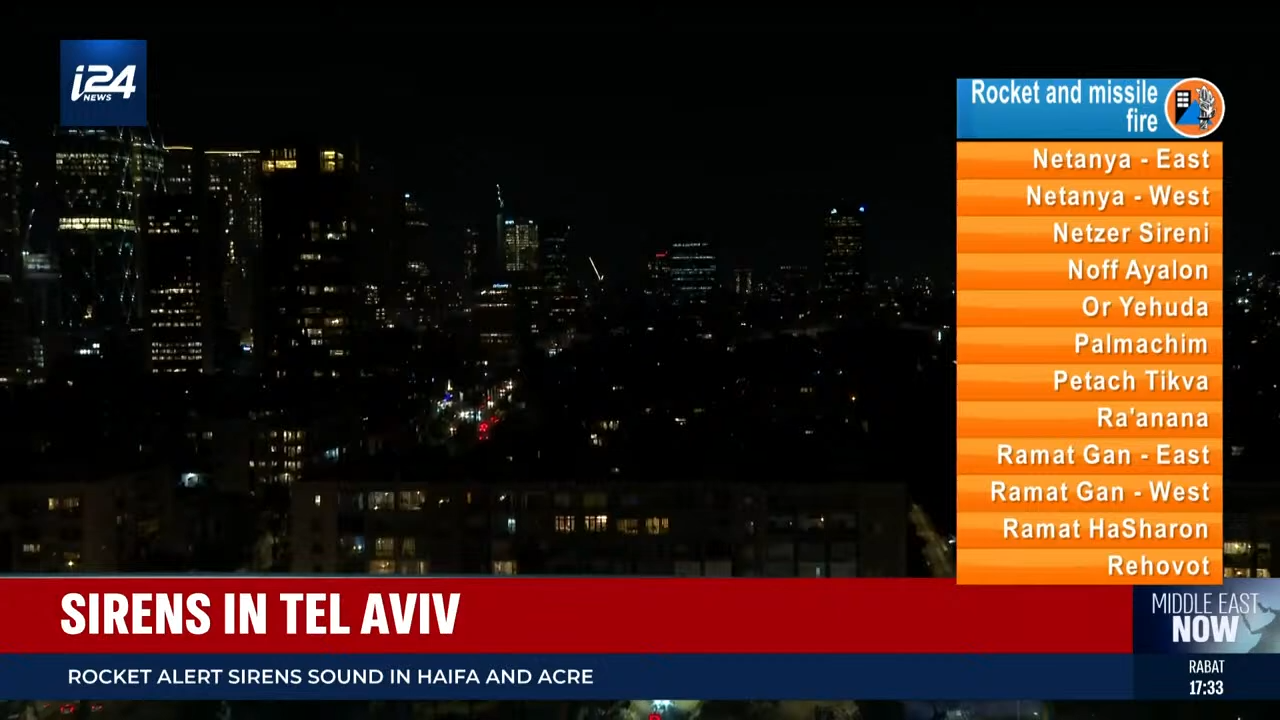
Alertas nas televisões israelenses durante o ataque iraniano de outubro de 2024

De acordo com as FDI, cerca de 200 mísseis foram disparados pelo Irã em pelo menos duas ondas, usando mísseis hipersônicos como o sistema de armas Fattah. Os locais de lançamento iranianos incluíam Tabriz, Caxã e os arredores de Teerã. De acordo com um alto funcionário iraniano, a ordem para lançar mísseis em Israel veio do Líder Supremo do Irã, o aiatolá Ali Khamenei, que ficou em um local seguro. A reivindicação de responsabilidade do Irã pelo ataque foi transmitida pela televisão estatal. Dentro da declaração havia um aviso de que era apenas uma "primeira onda", sem maiores elaborações.
Dois civis israelenses foram relatados como levemente feridos pelos ataques. Vários palestinos em Jericó foram feridos por fragmentos de mísseis. Um homem palestino de 37 anos identificado como Sameh al-Asali, um trabalhador originário de Gaza, foi morto em Jericó por um fragmento de míssil em um incidente capturado pela CCTV. A origem do ataque não foi esclarecida.
As filmagens mostraram os sistemas de defesa de Israel interceptando muitos mísseis, incluindo acima do Monte do Templo, e impactos foram registrados em alguns locais. As FDI declararam que a capacidade operacional da Força Aérea Israelense permaneceu intacta durante o ataque, com seus aviões, defesas aéreas e controle de tráfego aéreo funcionando normalmente, Mísseis, ou destroços de mísseis, foram relatados como tendo caído em Tel Aviv, Dimona, Hora, Hod Hasharon, Bersebá e Rishon LeZion. Fragmentos também foram encontrados na aldeia palestina de Sanur, perto de Jenim. Um míssil atingiu uma área aberta no norte de Tel Aviv, danificando um restaurante, enquanto outro causou destruição significativa na Escola Chabad em Gedera, deixando uma grande cratera.
Vídeos geolocalizados pela CNN mostraram um número significativo de mísseis iranianos atingindo a Base Aérea de Nevatim. Não está claro quanto dano esse ataque causou; a mídia iraniana relatou que várias das aeronaves mais avançadas de Israel foram destruídas, mas não forneceu nenhuma evidência para apoiar essa afirmação. A Base aérea de Tel Nof parece ter sido atingida por vários mísseis balísticos, com pelo menos um impacto resultando em explosões secundárias, provavelmente de munições armazenadas. A sede do Mossad perto de Tel Aviv foi alvejada, mas escapou dos danos, com o míssil balístico mais próximo aparentemente pousando a aproximadamente 500 metros de distância e nenhum outro impacto relatado.
Em Hod Hasharon, mais de cem casas foram danificadas por explosões de mísseis e seus estilhaços. As IDF relataram ter interceptado "um grande número" de mísseis, enquanto o porta-voz do Pentágono, Patrick S. Ryder, confirmou que os contratorpedeiros da Marinha dos Estados Unidos lançaram cerca de uma dúzia de interceptadores contra mísseis iranianos. O Conselheiro de Segurança Nacional Jake Sullivan mencionou que outros "parceiros" dos Estados Unidos também ajudaram a frustrar o ataque, mas não especificou quem eram. A Jordânia declarou que suas defesas aéreas interceptaram mísseis e drones sobre o espaço aéreo jordaniano durante o incidente.

### Ataque israelense ao Irã (26 de outubro)
Em 26 de outubro de 2024, Israel começou a atacar o Irã, com explosões ouvidas perto do Aeroporto Internacional Imam Khomeini, Mexede, Caraje, Quermanxá, Zanjã. Explosões também foram ouvidas perto de Damasco, na Síria.

## Consequências
Em 31 de outubro de 2024, o líder supremo iraniano Ali Khamenei ordenou aos seus oficiais militares que se preparassem para uma resposta militar contra Israel, com os oficiais iranianos a avisarem que a resposta aos ataques de Israel será "dura" e "inimaginável". No mesmo dia, a inteligência israelense sugeriu que o Irã estava preparado para responder ao ataque de Israel de dentro do território iraquiano. O portal Axios informou que o ataque consistiria num grande número de drones e mísseis balísticos lançados a partir do território iraquiano.
Em novembro de 2024, meios de comunicação israelenses começaram a relatar que Israel pode ter como alvo a Resistência Islâmica no Iraque por sua campanha contra Israel durante suas guerras em Gaza e no Líbano. Funcionários anónimos terão dito aos meios de comunicação que satélites monitorizavam a transferência de mísseis balísticos e equipamento relacionado do Irão para o território iraquiano.
Em 19 de novembro, Israel emitiu uma carta ao Conselho de Segurança da ONU afirmando seu direito à autodefesa contra a Resistência Islâmica no Iraque por sua campanha militar contra Israel durante suas guerras em Gaza e no Líbano. O primeiro-ministro iraquiano, Mohammed Shia al-Sudani, alertou que a carta serviu de pretexto para um ataque ao Iraque, alinhando-se com os esforços de Israel para expandir a guerra na região.
A ameaça israelense à segurança do Iraque fez com que o governo iraquiano emitisse uma declaração de que tomaria todas as ações diplomáticas e militares necessárias para proteger sua soberania. Em 21 de novembro, o governo iraquiano solicitou uma sessão de emergência do Conselho da Liga Árabe por meio da Missão Permanente do Iraque na Liga Árabe para abordar as ameaças israelenses contra o Iraque. O pedido destacou as ameaças de Israel na sua carta ao Conselho de Segurança da ONU, onde procurou expandir a sua agressão na região ao Iraque.